# Juan Carlos Arce (scriitor)
Juan Carlos Arce (n. 1958, Albacete, Castilia-La Mancha, Spania) este un scriitor spaniol.
- Melibea no quiere ser mujer (Melibea nu vrea sa fie femeie) - 1991
- Para seguir quemando preguntas (Pentru a continua intrebarile arzande)
- La chistera sobre las dunas (Sapca cilindrica pe dune)
- Retrato en blanco (Portret in alb)
- La segunda vida de doña Juana Tenorio (A doua viata a domnului Juana Tenorio)
- El matemático del rey (Matematicianul regelui)
- La mitad de una mujer (Jumatatea femeii)
- Los colores de la guerra (Culorile razboiului)
- La orilla del mundo (Sfarsitul lumii)
- El aire de un fantasma (Aerul fantomei)
- La noche desnuda (Noaptea nuda) - 2008